# Heilig Hart van Jezuskerk (Bosschenhoofd)
De Heilig Hart van Jezuskerk is de katholieke kerk van Bosschenhoofd. Ze bevindt zich aan Pagnevaartdreef 1.
Nadat in 1882 reeds een school werd geopend en de parochie werd gesticht, volgde de kerk van Bosschenhoofd in 1886, gewijd aan het Heilig Hart van Jezus. Architect was Jan Jurien van Langelaar. Bouwpastoor was Johannes van Breugel, naar wie de Pastoor van Breugelstraat is vernoemd. Bij de oprichting van de parochie had Bosschenhoofd 600 parochianen, vrijwel de gehele bevolking. De kerk werd gebouwd voor een bedrag van 21.000,- gulden.
De derde pastoor, Andreas Smits, was tamelijk bemiddeld. Zo bezat hij in 1919 de eerste auto van Bosschenhoofd. Uit eigen middelen liet hij een nieuwe, grotere, kerk bouwen die in 1927 werd ingewijd. Architect was Wolter te Riele. De kerk werd in 1944 nog door oorlogshandelingen beschadigd, maar in 1946 hersteld door Jacques Hurks, die de kerk voorzag van een nieuwe voorzijde en toren in traditionalistische stijl. In 2008 werd het kerkje nog gerestaureerd.
Het kerkje is een sober bakstenen gebouwtje. Een vierkante klokkentoren van vier verdiepingen bevindt zich tegen de noordgevel. Sinds 1939 was er een devotie ter ere van de Heilige Clemens Maria Hofbauer, een Redemptorist. In 1952 kwam er een Clemenskapel aan de kerk. In 1972 werd dit een dagkapel. Daarin bevindt zich tegenwoordig een beeld van de heilige, uit 1958, vervaardigd door Piet Verdonk.